# アルベルト・ファブラ
アルベルト・ファブラ・パルト（スペイン語: Alberto Fabra Part、1964年4月6日 - ）は、スペイン・カステリョン・デ・ラ・プラナ出身の政治家。国民党(PP)所属。バレンシア工科大学卒業。2011年から2015年までバレンシア州首相を務め、2015年からスペイン上院議員を務めている。

## 経歴

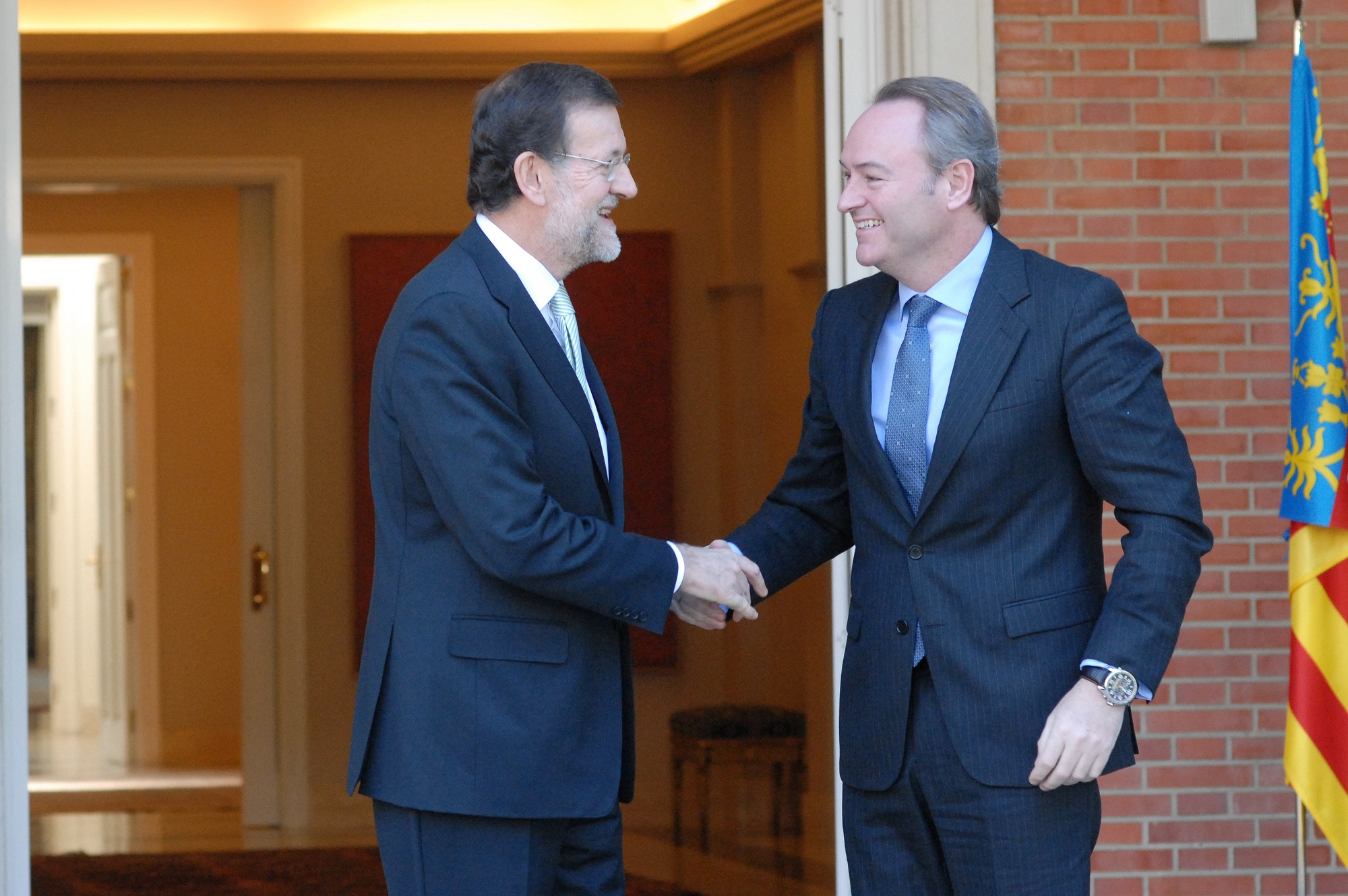
ラホイ首相と握手するファブラ（右）

1964年4月6日にバレンシア地方のカステリョン県カステリョン・デ・ラ・プラナに生まれた。1982年には国民同盟(AP)の党員となった。1987年にバレンシア工科大学を卒業し、エンジニアとして働いた。既婚者であり2人の子供がいる。1995年から2011年までカステリョン県議会議長を務めて汚職と脱税に関与したカルロス・ファブラの従兄弟とされることがあるが、アルベルト・ファブラ自身はこれを否定している。
1991年にはカステリョン・デ・ラ・プラナ市議会議員に就任した。1993年には青年環境評議員となり、1999年には都市計画評議員となった。2005年にはカステリョン・デ・ラ・プラナ市長に就任した。2007年と2011年にはバレンシア州議会議員に立候補し、バレンシア州議会議員に当選した。2009年には国民党(PP)バレンシア州支部長に就任した。
2011年にはバレンシア州議会議員選挙に国民党の筆頭候補（州首相候補）として出馬し、7月20日にはフランシスコ・カンプスの後任としてバレンシア州首相に就任した。2015年のバレンシア州議会議員選挙ではスペイン社会労働党(PSOE)に与党の座を奪われ、シモ・プッチがファブラの後任の州首相に就任した。